# Cesonia
Cesonia là một chi nhện trong họ Gnaphosidae.